# Trichogramma nubilale
Trichogramma nubilale är en stekelart som beskrevs av Ertle och Davis 1975. Trichogramma nubilale ingår i släktet Trichogramma och familjen hårstrimsteklar. Inga underarter finns listade i Catalogue of Life.